# Castle Rock (Edinburgh)
Castle Rock (skotsk gælisk: Creag a' Chaisteil) er en vulkansk prop i midten af Edinburgh i Skotland, hvorpå Edinburgh Castle er bygget. Klippen er blevet estimeret til at være dannet for omkring 350 millioner år siden i begyndelsen af karbon-perioden. Det er resterne af et vulkansk rør der går igennem den omkringliggende sedimentære klippe, før lavaen kølede af og blev til meget hård diabas, en grovere ækvivalent af basalt. Efterfølgende gletsjere der har arbejdet sig igennem landskabet har fjernet den blødere klpipe omkring dolorit-klippen, hvorved klippetoppen blev dannet.
Toppen af klippen er 130 moh. med stejle klipper  mod syd, vest og nord, der rejser sig over 80 m over det omkringliggende landskab. Adgang til borgen på toppen foregår således fra øst, hvor der stigningen er mindre stejl. At få vand til borgen var til gengæld en udfordring, og selv med en 28 m dyb brønd, så løb borgen ofte tør for vand under belejringer, hvilket bl.a. skete under Lang-belejringen i 1573.

## Refrencer
1. ↑  McAdam, David (2003). Edinburgh and West Lothian: A Landscape Fashioned by Geology. s. 16. ISBN 9781853973277.
2. ↑  MacIvor, Iain (1993). Edinburgh Castle. s. 16. ISBN 9780713472950.
3. ↑  Dunbar, John G (1999). Scottish Royal Palaces: The Architecture of the Royal Residences During the Late Medieval and Early Renaissance Periods. s. 192. ISBN 9781862320420.
4. ↑  Potter, Harry (2003). Edinburgh Under Siege: 1571-1573. s. 137. ISBN 9780752423326.